# Небіж (село)
Не́біж — село в Україні, у Новоборівській селищній територіальній громаді Хорошівського району Житомирської області. Населення становить 375 осіб.

## Географія
Географічні координати: 50°38' пн. ш. 28°34' сх. д. Часовий пояс — UTC+2. Загальна площа села — 14,05 км².
Небіж розташоване в межах природно-географічного краю Полісся і за 15 км від селища Хорошів. Найближча залізнична станція — Нова Борова, за 9 км.

## Історія
Перша писемна згадка про Небіж датується 1858 роком.
Упродовж німецько-радянської війни участь у бойових діях брали 76 місцевих жителів, з них 48 осіб загинуло, 22 — нагороджені орденами і медалями.
На початку 1970-х років у селі діяли центральна садиба колгоспу «Перемога», восьмирічна школа, клуб, бібліотека із книжковим фондом 9470 примірників, фельдшерсько-акушерський пункт, відділення зв'язку і дит'ясла.

## Постаті
- Порозінський Сергій Вікторович — старшина Збройних сил України, загинув у боях за Донецький аеропорт.

## Населення
За даними перепису 2001 року населення села становило 375 осіб, з них 99,2 % зазначили рідною українську мову, а 0,8 % — російську.

## Соціальна сфера
- Небізька загальноосвітня школа І-ІІ ступенів, Небізьський ДНЗ (вул. Кутузова)[3]